# Сандра Ді
Са́ндра Ді (англ. Sandra Dee), уроджена Олександра Зак (англ. Alexandra Zuck, 23 квітня 1942, Байонн, штат Нью-Джерсі, США — 20 лютого 2005) — американська актриса і фотомодель, що отримала популярність завдяки втіленому на екрані амплуа — інженю.

## Біографія
Народилася в сім'ї Джона Зака і Мері Цимболяк і була їх єдиною дитиною. По лінії матері мала коріння карпатських русинів. Батьки, будучи підлітками, познайомилися на танцях в Російській Православній Церкві. Вони розлучилися, коли їх дочці було чотири роки.
Шлях у кіно дівчина почала в 12 років як модель провідної агенції Нью-Йорку. У 15-ть зіграла свою першу роль. У 1957 р. дебютувала в кіно (роль у фільмі «Поки не попливуть»). У 1958 р. відзначена премією «Золотий глобус». Пізніше здобула популярність виконанням ролей у фільмах «Імітація життя», «Гіджет», «Літній будиночок» (усі — 1959); тоді ж підписала контракт з кінокомпанією «Universal Pictures». Разом із чоловіком — співаком Б. Даріном (В. Р. Кассотто) — знялася в кінофільмах «Приходь у вересні» (1961), «Якщо чоловік відповідає» (1962), «Це дивне почуття» ("1965) та ін.
Американському глядачеві Сандра Ді відома як героїня серіалу про Таммі: «Таммі, скажи мені правду», «Таммі і лікар», «Візьми її, вона моя» та інших.
З 1967 р. (після розлучення з чоловіком) знімалася лише в поодиноких фільмах — «Схід Марса-Матрух» (1971), «Загублений» (1983), натомість брала активну участь у телевізійних проєктах. В останні роки життя хворіла на тяжку хворобу нирок. Похована в м. Глейндел (кладовище «Форест-Лаун» на Голлівудських пагорбах).
Рік народження Ді іноді стає предметом суперечок. Так в її документах про розлучення з Боббі Дарином, свідоцтві про смерть і на самому надгробку рік народження вказано, як 1942-й. Сама Ді аналогічно неодноразово за життя згадувала, що в 1960 році, коли вона вийшла заміж за Дарина, їй виповнилося 18 років. Але син Ді Додд Дарін у своїй книзі «Dream Lovers» стверджує, що його мати народилася в 1944 році, але його бабуся Марія сфабрикувала їй документи з іншим роком народження, щоб у Ді було більше шансів знайти роботу в ранньому віці.

## Фільмографія
| Фільм       | Фільм             | Фільм                            | Фільм                           | Фільм                                   |
| Рік         | Українська назва  | Оригінальна назва                | Роль                            | Примітки                                |
| ----------- | ----------------- | -------------------------------- | ------------------------------- | --------------------------------------- |
| 1957        | Снігова королева  |                                  | Герда                           | Голос: Англійська версія                |
| 1957        |                   | Until They Sail                  | Evelyn Leslie                   |                                         |
| 1958        |                   | The Reluctant Debutante          | Jane Broadbent                  |                                         |
| 1958        |                   | The Restless Years               | Мелінда Грант                   | Alternative title: The Wonderful Years  |
| 1959        |                   | A Stranger in My Arms            | Pat Beasley                     | Alternative title: And Ride a Tiger     |
| 1959        |                   | Gidget                           | Gidget (Frances Lawrence)       |                                         |
| 1959        |                   | Imitation of Life                | Susie, age 16                   |                                         |
| 1959        |                   | The Wild and the Innocent        | Rosalie Stocker                 |                                         |
| 1959        |                   | A Summer Place                   | Molly Jorgenson                 |                                         |
| 1960        |                   | Portrait in Black                | Cathy Cabot                     |                                         |
| 1961        |                   | Romanoff and Juliet              | Juliet Moulsworth               | Alternative title: Dig That Juliet      |
| 1961        |                   | Tammy Tell Me True               | Tambrey «Tammy» Tyree           |                                         |
| 1961        | Приходь у вересні | Come September                   | Сенді Стівенс                   |                                         |
| 1962        |                   | If a Man Answers                 | Chantal Stacy                   |                                         |
| 1963        |                   | Tammy and the Doctor             | Tambrey «Tammy» Tyree           |                                         |
| 1963        |                   | Take Her, She's Mine             | Mollie Michaelson               |                                         |
| 1964        |                   | I'd Rather Be Rich               | Cynthia Dulaine                 |                                         |
| 1965        |                   | That Funny Feeling               | Joan Howell                     |                                         |
| 1966        |                   | A Man Could Get Killed           | Amy Franklin                    | Alternative title: Welcome, Mr. Beddoes |
| 1967        |                   | Doctor, You've Got to Be Kidding | Heather Halloran                |                                         |
| 1967        |                   | Rosie!                           | Daphne Shaw                     |                                         |
| 1970        |                   | The Dunwich Horror               | Nancy Wagner                    |                                         |
| 1971        |                   | Ad est di Marsa Matruh           |                                 |                                         |
| 1983        |                   | Lost                             | Penny                           |                                         |
| Телебачення |                   |                                  |                                 |                                         |
| Рік         | Українська назва  | Оригінальна назва                | Роль                            | Примітки                                |
| 1971-1972   |                   | Night Gallery                    | Ann Bolt Millicent/Marion Hardy | 2 епізоди                               |
| 1972        |                   | The Manhunter                    | Mara Bocock                     | Телевізійний фільм                      |
| 1972        |                   | The Daughters of Joshua Cabe     | Ada                             | Телевізійний фільм                      |
| 1972        |                   | Love, American Style             | Bonnie Galloway                 | 1 епізод                                |
| 1972        |                   | The Sixth Sense                  | Alice Martin                    | 1 епізод                                |
| 1974        |                   | Houston, We've Got a Problem     | Angie Cordell                   | Телевізійний фільм                      |
| 1977        |                   | Fantasy Island                   | Francesca Hamilton              | Телевізійний фільм                      |
| 1978        |                   | Police Woman                     | Marie Quinn                     | 1 епізод                                |
| 1983        |                   | Fantasy Island                   | Margaret Winslow                | 1 епізод                                |
| 1994        | Фрейзер           | Frasier                          | Connie (Voice)                  | 1 епізод                                |